# Artur Eccarius-Sieber
Artur Eccarius-Sieber (* 23. Mai 1864 in Gotha; † 30. Juni 1919 in Berlin) war ein deutscher Musikpädagoge.

## Leben und Werk
Artur Eccarius-Sieber studierte am Gothaer Konservatorium.
1886 ging Artur Eccarius-Sieber als Musiklehrer nach Zug und 1888 nach Zürich. Hier gründete er 1891 die Schweizerische Akademie der Tonkunst. Artur Eccarius-Sieber gab bei seinem Weggang aus Zürich nach Düsseldorf im Jahr 1900 die Leitung dieser Akademie an Gottfried Angerer ab.
Von 1897 bis 1901 redigierte Artur Eccarius-Sieber die Zeitschrift Die Kammermusik. Mehr Jahrgänge sind zu dieser Zeitschrift nicht erschienen. Ab 1916 lebte Artur Eccarius-Sieber als Klavierlehrer in Berlin. Er verfasste mehrere violin- und klavierpädagogische Werke wie auch Die musikalische Gehörbildung (Berlin 1898, 1902).